# Le Soir des diplomates

Le Soir des diplomates est une pièce de théâtre française produite par Romain Bouteille et créée le 10 avril 1971 au Théâtre de Poche Montparnasse. Parodie poétique en prose. Cette pièce met en vedette une partie de la troupe du Café de la Gare.

## Intrigue
Cette pièce met en scène quatre hommes et une femme, au cœur d'une sombre affaire d'espionnage. Confrontés à un drame insoutenable, les protagonistes dévoilent leur vraie personnalité, distanciée et indifférente au malheur des autres et au crime. Les espions jouent au jeu des quatre coins. Ils continuent à rêver, à raisonner, prisonniers de leurs logiques.

## Autour de la pièce
Considérablement plus sombre, dérisoire et profonde que l'habituelle orientation de la nouvelle vague du Café-théâtre de Paris, cette pièce d'une heure trente, s'inscrit dans un traitement théâtral plus classique sur le fond mais bénéficie des expérimentations réussies par la troupe du Café de la Gare, notamment dans la mise-en-scène épurée et poétique de Romain Bouteille.

## Distribution
- Adaptation, dialogues et mise en scène Romain Bouteille
- Musique originale Roger Riffard

- Romain Bouteille : Jennifer
- Coline Serreau : Anne Craft
- Patrick Dewaere : Lange
- Roger Riffard : Ambroise
- Stephan Meldegg : Deux Cents (à la création)
- Henri Guybet : Deux Cents (reprise)